# A Árvore dos Tamancos
L'albero degli zoccoli (bra/prt: A Árvore dos Tamancos) é um filme ítalo-francês de 1978, do gênero drama histórico, dirigido por Ermanno Olmi.
Todo o elenco foi formado por camponeses reais da província de Bérgamo, na Itália, e não tinham nenhuma experiência como atores.

## Sinopse
O filme retrata as dificuldades vividas por cinco famílias de camponeses do norte da Itália, na Lombardia, no fim do século XIX. Quando um dos pais corta às escondidas um choupo para fazer um par de tamancos para o seu filho em idade escolar, ele é descoberto e imediatamente despedido.

## Elenco
- Luigi Ornaghi .... Batistì
- Francesca Moriggi .... Batistìna
- Omar Brignoli .... Mènec
- Antonio Ferrari .... Tuni
- Teresa Brescianini .... viúva Runc
- Giuseppe Brignoli .... nonno Anselmo
- Carlo Rota .... Peppino
- Pasqualina Brolis .... Teresina
- Massimo Fratus .... Pierino
- Francesca Villa .... Annetta
- Maria Grazia Caroli .... Bettina
- Battista Trevaini .... o Finard
- Giuseppina Sangaletti .... a mulher Finarda

## Principais prêmios e indicações
| Evento/prêmio                    | Categoria                          | Recipiente(s)                      | Resultado                   |
| -------------------------------- | ---------------------------------- | ---------------------------------- | --------------------------- |
| Festival de Cannes 1978          | Palma de Ouro (melhor filme)       | Palma de Ouro (melhor filme)       | Venceu                      |
| Festival de Cannes 1978          | Prêmio do Júri                     | Prêmio do Júri                     | Venceu                      |
| BAFTA 1980                       | Prêmio Flaherty Documentary        | Prêmio Flaherty Documentary        | Venceu[carece de fontes?]   |
| Prêmio César 1979                | Melhor filme estrangeiro           | Melhor filme estrangeiro           | Venceu[carece de fontes?]   |
| Prêmio David di Donatello 1979   | Melhor filme                       | Melhor filme                       | Venceu[carece de fontes?]   |
| Academia Japonesa de Cinema 1980 | Melhor filme em língua estrangeira | Melhor filme em língua estrangeira | Indicado[carece de fontes?] |
| Prêmio NYFCC 1979                | Melhor filme em língua estrangeira | Melhor filme em língua estrangeira | Venceu[carece de fontes?]   |